# Bokanjačko blato
Bokanjačko blato este o arie protejată (sit de importanță comunitară — SCI) din Croația întinsă pe o suprafață de 446,96 ha, integral pe uscat.

## Localizare
Centrul sitului Bokanjačko blato este situat la coordonatele 44°10′50″N 15°14′20″E / 44.180528°N 15.239022°E.

## Înființare
Situl Bokanjačko blato a fost declarat sit de importanță comunitară în iulie 2013 pentru a proteja 3 specii de animale.

## Biodiversitate
Situată în ecoregiunea mediteraneană, aria protejată nu include niciun habitat protejat.
La baza desemnării sitului se află mai multe specii protejate:
- mamifere (2): liliac cu aripi lungi (Miniopterus schreibersii), liliacul mare cu potcoavă (Rhinolophus ferrumequinum)
- reptile (1): Elaphe situla

Pe lângă speciile protejate, pe teritoriul sitului au mai fost identificate 1 specie de nevertebrate.